# Nullsoft
Nullsoft – założone przez Justina Frankela w 1997 przedsiębiorstwo tworzące oprogramowanie. Jego nazwa pochodzi z żartobliwego przekształcenia Microsoft – amerykańskiego giganta i największego na świecie producenta oprogramowania – a null (czyli informatyczne „zero”) to mniej niż micro.
Nullsoft odpowiada za stworzenie odtwarzacza plików multimedialnych Winamp i radia internetowego – SHOUTcast. Inne produkty tej firmy to Nullsoft Scriptable Install System, open source’owy instalator, a także Gnutella, WASTE, Nullsoft Streaming Video (NSV).
1 czerwca 1999 firma America Online (AOL) przejęła Nullsoft. Po przejęciu siedziba firmy przeniosła się do San Francisco w Kalifornii. W 2002 roku pojawiły się doniesienia w prasie o rozwijanej przez firmę technologii Ultravox. Pomimo że AOL starał się ograniczyć dystrybucję Gnutelli i WASTEa, technologia Ultravox była używana przez niektóre usługi radiowe AOL w 2003 roku. Także w 2003 roku została zapowiedziana usługa Nullsoft Television, oparta na formacie NSV. Biura Nullsoftu w San Francisco zostały zamknięte w grudniu 2003 wraz z odejściem Frankela i oryginalnego zespołu twórców Winampa. Nullsoft stał się oddziałem AOL Music. W 2013 niektóre strony AOL Music zostały zamknięte, a inne sprzedane Townsquare Media.
W listopadzie 2013 pojawił się nieoficjalny raport, jakoby Microsoft rozmawiał z AOL w sprawie przejęcia Nullsoftu.
14 stycznia 2014 belgijski agregator radiowy Radionomy kupił markę Nullsoft, a wraz z nią Winampa i Shoutcast. Szczegóły tej transakcji nigdy nie zostały publicznie ujawnione. Radionomy CEO Alexandre Saboundjian ujawnił, że ma co do Winampa duże plany.